# 橄榄山犹太公墓
橄榄山犹太公墓 （希伯來語：‎）是耶路撒冷橄榄山的一座公墓，并被认为世界上最古老且最大的犹太公墓之一。 它面向耶路撒冷旧城，公墓有超过十五万个坟墓。

### 麒麟谷大墓地
公墓的西南部分是麒麟谷大墓地继续从麒麟谷西南的公墓。 阿拉伯村庄的一部分建在公墓的这一部分。

### 阿拉伯社区
东耶路撒冷的一些阿拉伯邻里是在约旦征服后于1948年在公墓的基础上建成的

## 图集

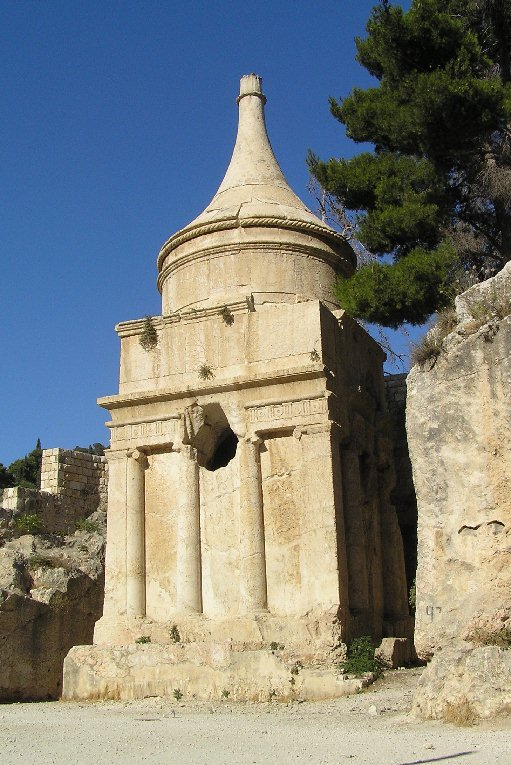
押沙龙墓
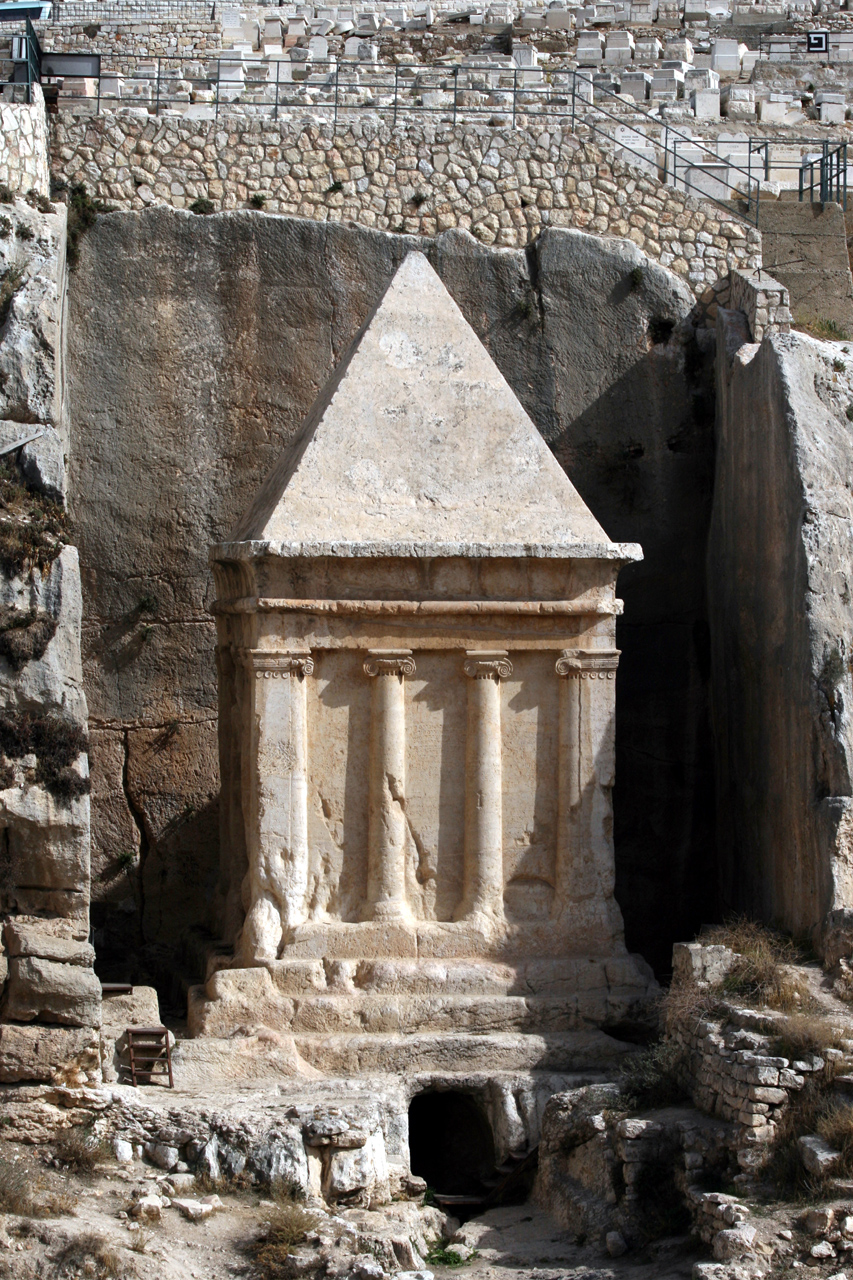
撒迦利亚之墓
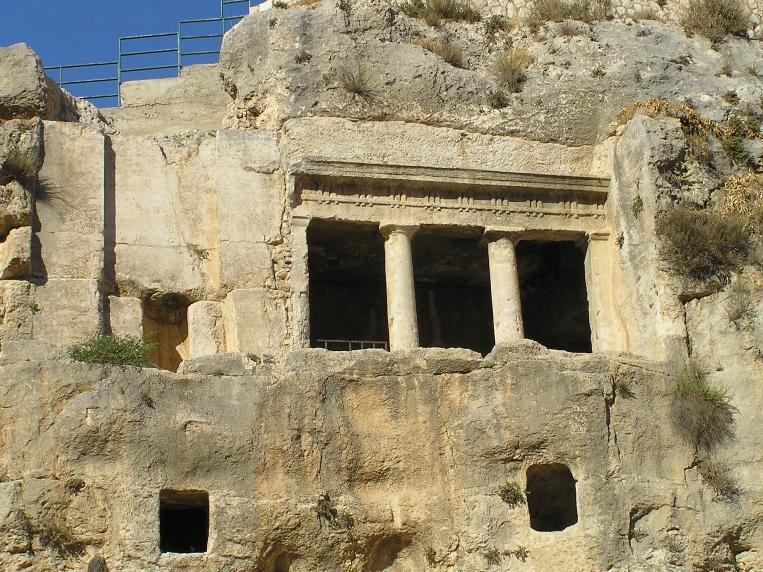
赫兹尔洞穴
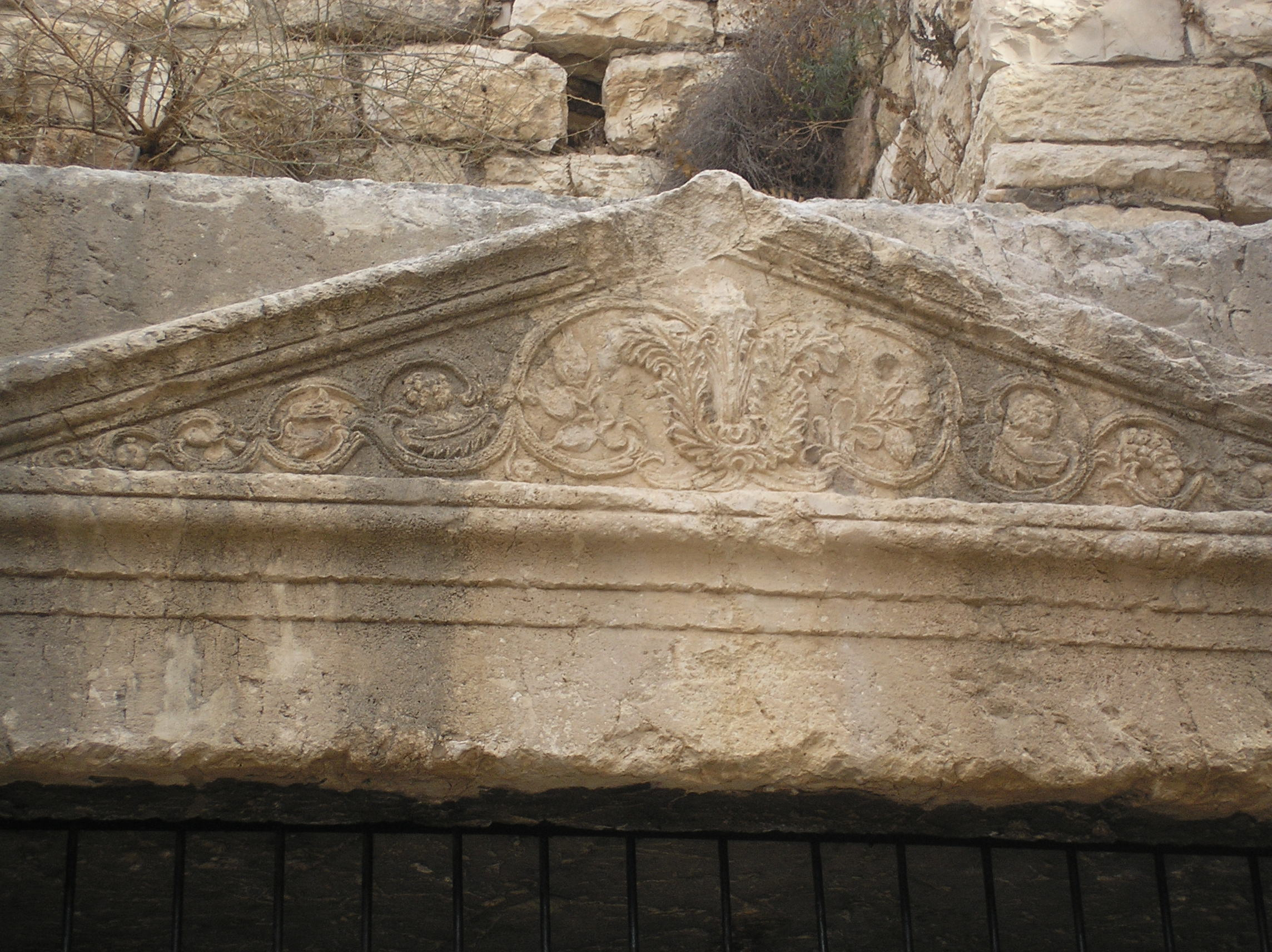
Cave of Jehoshaphat
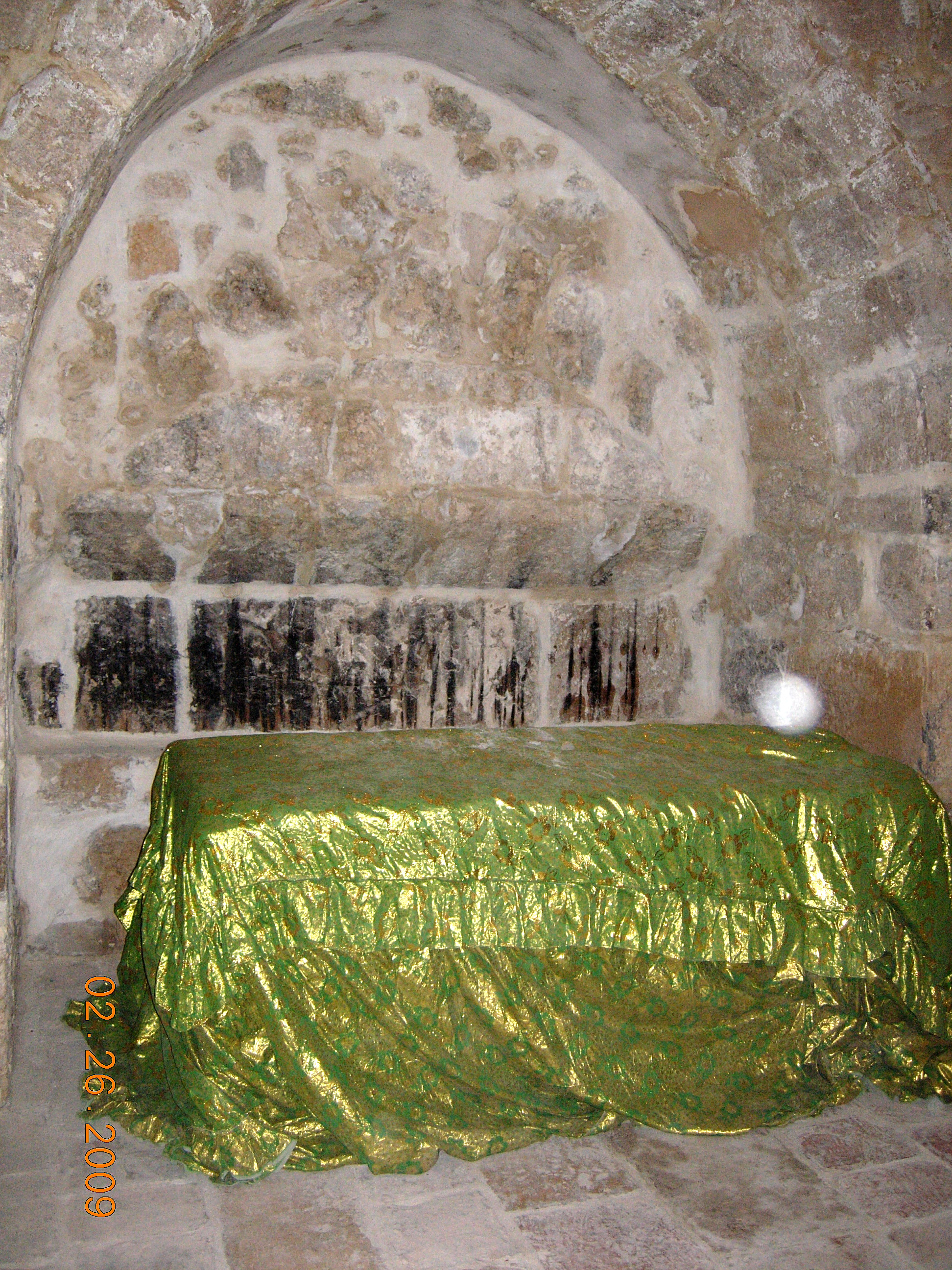
胡尔达坟墓
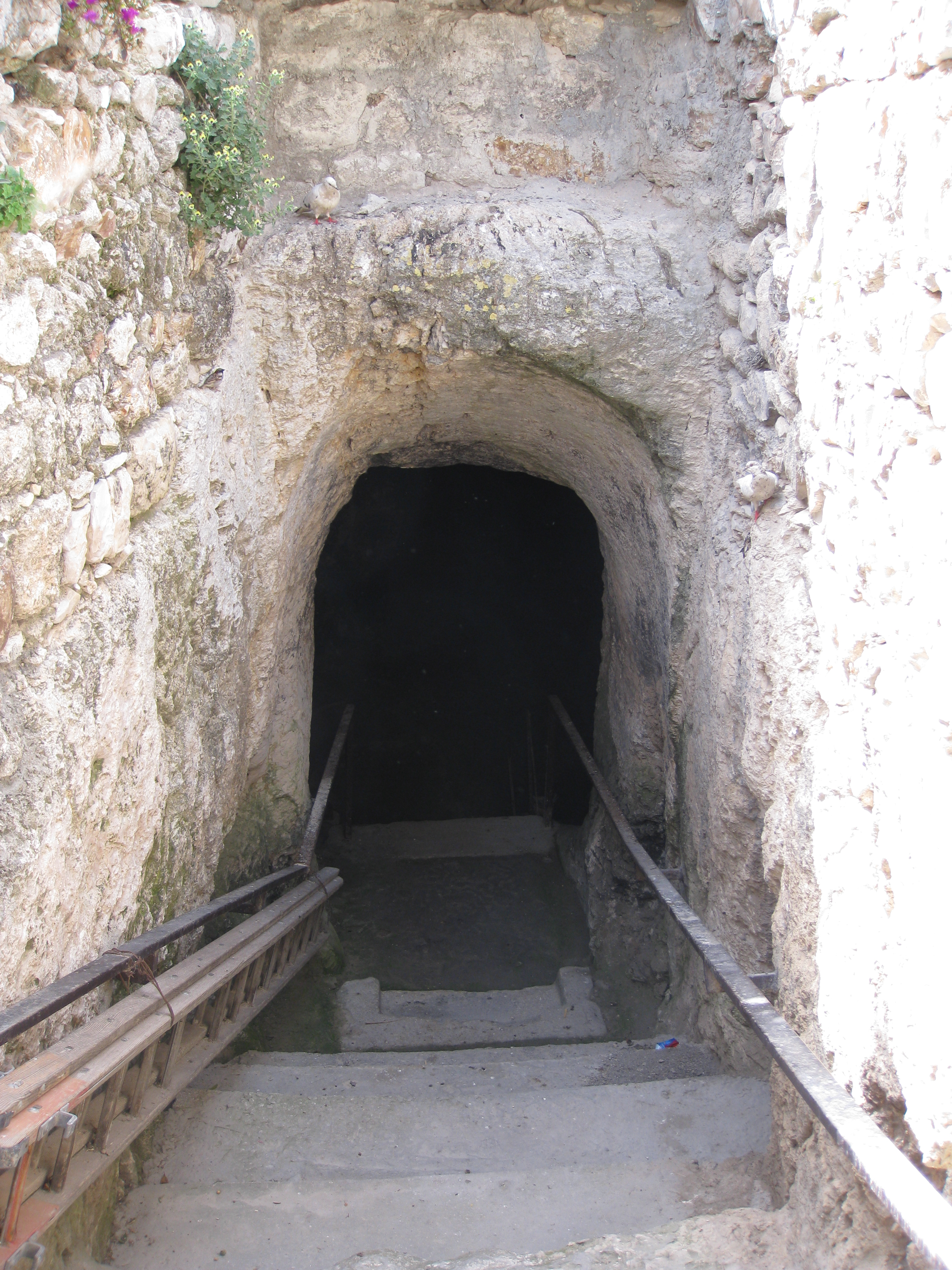
约沙法洞
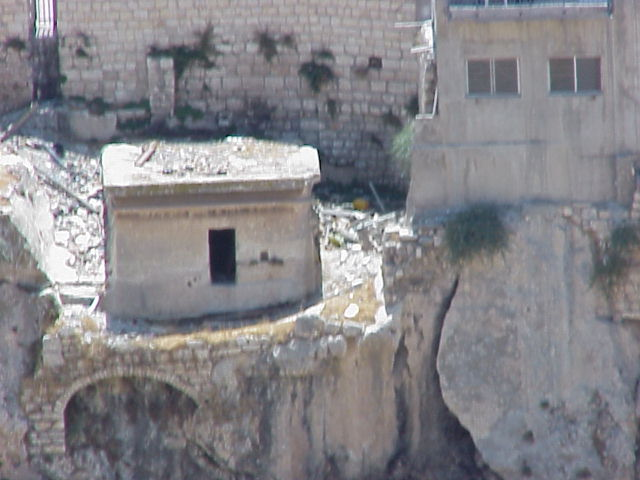
法老的女儿的坟茔
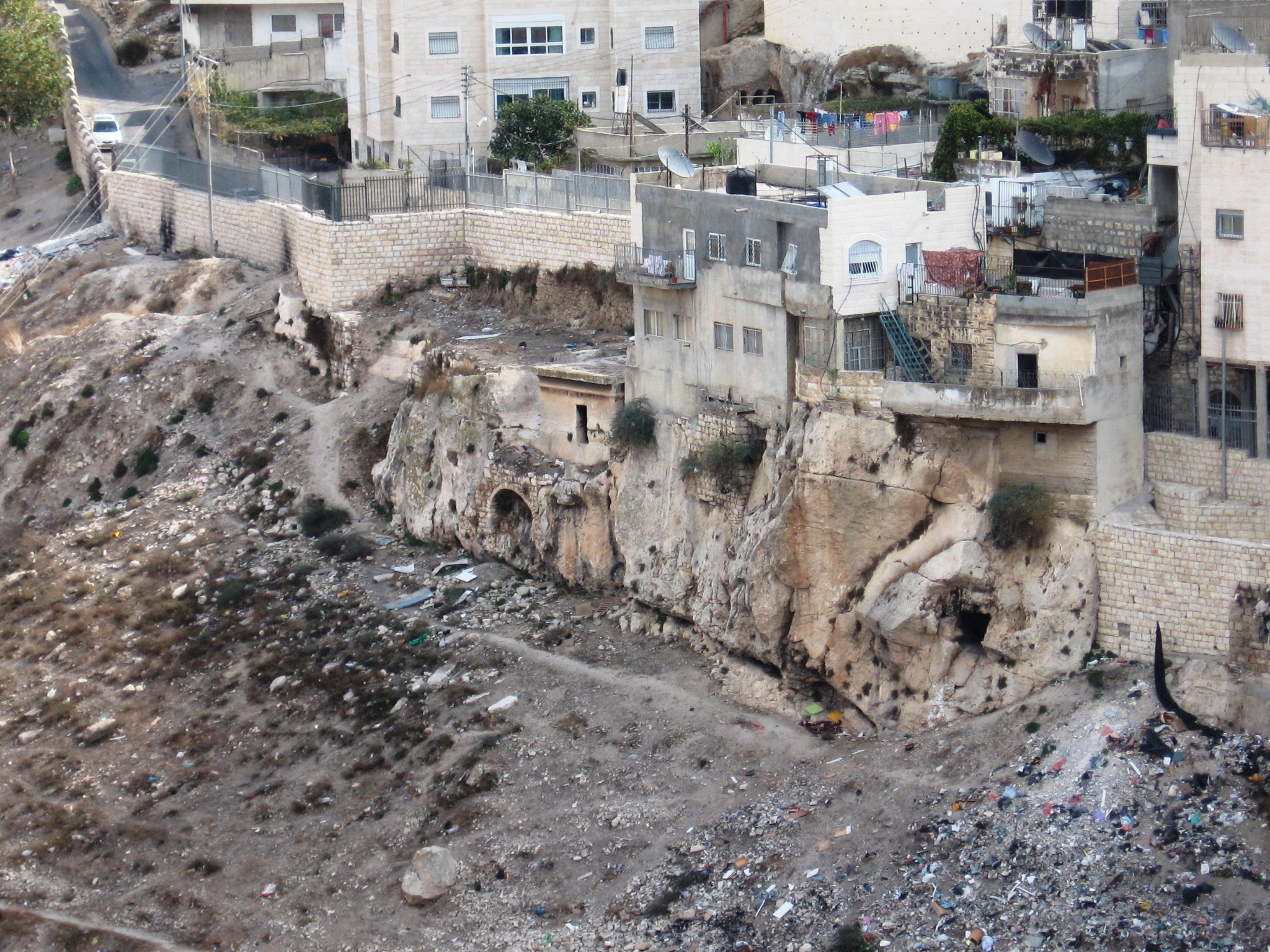
麒麟谷大墓地